# Вольштинський повіт
Вольштинський повіт (пол. powiat wolsztyński) — один з 31 земських повітів Великопольського воєводства Польщі.
Утворений 1 січня 1999 року в результаті адміністративної реформи.

## Загальні дані
Повіт знаходиться у західній частині воєводства.
Адміністративний центр — місто Вольштин.
Станом на 1.01.2008 населення становить 55 125 осіб, площа 679,74 км².
Демографічні дані повіту станом на 30.06.2005:
|       | Всього | Всього | Жінки  | Жінки | Чоловіки | Чоловіки |
| ----- | ------ | ------ | ------ | ----- | -------- | -------- |
|       | осіб   | %      | осіб   | %     | осіб     | %        |
| Повіт | 54 583 | 100    | 27 592 | 50,6  | 26 991   | 49,4     |
| Міста | 13 580 | 100    | 7138   | 52,6  | 6442     | 47,4     |
| Села  | 41 003 | 100    | 20 454 | 49,9  | 20 549   | 50,1     |